# 지구력
지구력(持久力)은 생물이 오랜 기간 동안 스스로 활동하고 활동을 유지하는 능력이다. 외상, 상처 또는 피로에 저항하고, 회복하고, 면역력을 갖는 능력이다.
이 용어는 유산소 운동이나 무산소 운동의 맥락에서 자주 사용된다. "장시간"의 정의는 운동 유형에 따라 다르다. 고강도 무산소 운동의 경우 몇 분, 저강도 유산소 운동의 경우 몇 시간 또는 며칠이 소요된다. 지구력 훈련은 개인이 이 효과에 대응하기 위해 저항 훈련을 수행하지 않는 한 지구력을 감소시킬 수 있다.
사람이 이전보다 더 많은 노력을 성취하거나 견딜 수 있게 되면 지구력이 향상된다. 지구력을 향상시키기 위해 반복 횟수나 소요 시간을 천천히 늘릴 수 있다. 일부 운동에서는 반복 횟수를 늘리면 근력이 빠르게 향상되지만 지구력에는 영향을 덜 미친다. 지구력이 증가하면 엔돌핀이 방출되어 긍정적인 마음을 갖게 되는 것으로 입증되었다. 신체 활동을 통해 지구력을 얻는 행위는 불안, 우울증, 스트레스 또는 모든 만성질환을 감소시킨다. 지구력이 향상되면 심혈관계에 도움이 될 수 있지만 지구력이 심혈관 질환을 개선한다는 의미는 아니다. 지구력 운동에 대한 근육의 적응으로 인한 주요 대사적 결과는 근육 글리코겐과 혈당의 활용이 느려지고, 지방 산화에 대한 의존도가 높아지며, 주어진 강도의 운동 중 젖산 생성이 줄어드는 것이다.
스태미나(stamina, 체력)라는 용어는 때로는 지구력과 동의어로 사용되며 같은 의미로 사용된다. 지구력은 어려운 상황을 견디는 능력, 즉 "고난을 견디는" 능력을 의미할 수도 있다.
군사 환경에서 지구력은 군사작전 기간 동안 상대에 비해 높은 수준의 전투 잠재력을 유지하는 부대의 능력이다.

## 교육
교육 분야에서 지구력은 학습자가 학습을 위해서 얼마만한 길이의 시간을 투입하기를 원하느냐는 것이다. 일반적인 경향에 비추어 볼 때 학생의 필요와 흥미·능력에 맞고, 얼마나 성공의 만족을 얻을 수 있게 해주느냐에 따라서 학생이 원하는 학습시간의 길이가 나타난다.

## 같이 보기
- 운동 (활동)